# (3514) Hooke
(3514) Hooke ist ein Asteroid des äußeren Hauptgürtels, der am 18. August 1972 vom tschechischen Astronomen Luboš Kohoutek an der Hamburger Sternwarte (IAU-Code 029) im Hamburger Stadtteil Bergedorf entdeckt wurde.
Der Asteroid wurde am 23. Mai 2000 nach dem englischen Universalgelehrten Robert Hooke (1635–1703) benannt, der hauptsächlich durch das nach ihm benannte Elastizitätsgesetz bekannt ist.